# Elecciones provinciales de Santiago del Estero de 1962
Las elecciones generales de la provincia de Santiago del Estero de 1962 tuvieron lugar el domingo 18 de marzo del mencionado año, al mismo tiempo que las elecciones legislativas a nivel nacional, con el objetivo de elegir al gobernador provincial, así como parte de la legislatura, componiendo los poderes ejecutivo y legislativo de la provincia para el período 1962-1966. Fueron las undécimas elecciones provinciales santiagueñas desde la instauración del sufragio secreto. Se realizaron en el marco de la política liberalizadora del presidente Arturo Frondizi, que pretendió permitir que el peronismo (proscrito desde 1955) participara en las elecciones legislativas y provinciales bajo la bandera de distintos partidos.
Apoyado por parte del justicialismo, Abraham Abdulajad obtuvo una muy estrecha victoria contra la Unión Cívica Radical del Pueblo (UCRP), que postulaba a Benjamín Zavalía. El oficialismo, encarnado en la Unión Cívica Radical Intransigente con Guillermo Chazarreta de candidato, cayó a un tercer puesto. La participación fue del 87% exacto del electorado registrado.
Abdulajad debía asumir su mandato el 1 de mayo de 1962. Sin embargo, el 28 de marzo se produjo un golpe de Estado que derrocó al gobierno de Frondizi, anuló las elecciones, e intervino todas las provincias.